# Incoronazione di spine (van Dyck)
L'Incoronazione di spine è un dipinto barocco del pittore fiammingo Antoon van Dyck realizzato circa tra il 1618-1620 e conservato nel Museo del Prado a Madrid in Spagna.

## Storia
Il dipinto fu realizzato quando van Dyck aveva 20 anni durante il suo primo periodo ad Anversa, quando era il principale allievo di Peter Paul Rubens. Una volta completato van Dyck ha offerto il dipinto a Rubens che lo rifiutò. Fu poi acquistato da Filippo IV di Spagna che lo collocò nel monastero dell'Escorial prima che entrasse nel Museo del Prado nel 1839.

## Descrizione
Il dipinto in oggetto è dell'episodio narrato nel Nuovo Testamento dei Vangeli canonici sulla passione Cristo. Gesù è raffigurato al centro con le mani legate, la testa inchinata e soffre in silenzio. Dei soldati lo deridono uno dei quali, in armatura, gli posa la corona di spine sul capo mentre un altro gli offre una canna come fosse uno scettro. Altri due personaggi stanno guardando la scena attraverso la finestra e un cane ai suoi piedi dimostra una posa aggressiva.

## Stile
Il pittore mostra l'influenza di Rubens nella sua tavolozza relativamente tetra il chiaroscuro e la rappresentazione altamente realistica della muscolatura. Sembra che lo abbia completato presto durante il suo soggiorno in Italia, poiché mostra anche l'influenza di Tiziano e di altri pittori.